# Шапел ан Веркор
Шапел ан Веркор (фр. Chapelle-en-Vercors) насеље је и општина у источној Француској у региону Рона-Алпи, у департману Дром која припада префектури Ди.
По подацима из 2011. године у општини је живело 676 становника, а густина насељености је износила 14,93 становника/km². Општина се простире на површини од 45,27 km². Налази се на средњој надморској висини од 945 метара (максималној 1.524 m, а минималној 600 m).

## Демографија
| 1962. | 1968. | 1975. | 1982. | 1990. | 1999. | 2011. |
| ----- | ----- | ----- | ----- | ----- | ----- | ----- |
| 706   | 722   | 675   | 653   | 628   | 662   | 676   |

График промене броја становника у току последњих година